# Slavica Đukić Dejanović
Pour les articles homonymes, voir Dejanović.
Slavica Đukić Dejanović (en serbe cyrillique : Славица Ђукић Дејановић ; née le 4 juillet 1951 à Rača) est une femme d'État serbe. Elle est vice-présidente du Parti socialiste de Serbie (SPS). Elle est plusieurs fois membre de gouvernements sous la présidence d'Aleksandar Vučić.
En tant que présidente de l'Assemblée nationale serbe, Slavica Đukić Dejanović est devenue présidente de la république de Serbie par intérim à la suite de la démission du président Boris Tadić le 5 avril 2012 ; elle a rempli cette fonction jusqu'à l'installation du nouveau président Tomislav Nikolić le 31 mai 2012.

## Études et carrière professionnelle
Slavica Đukić Dejanović naît le 4 juillet 1951 à Rača, dans la région de la Šumadija (Choumadie). Elle suit les cours de la faculté de médecine de l'université de Belgrade, où elle obtient un master en 1983 puis un doctorat en 1986, avec une spécialisation en neuropsychiatrie,,.
À partir de 1982, elle enseigne à la Faculté de médecine de l'université de Kragujevac, d'abord comme assistante puis comme professeur adjoint et, à partir de 1992, comme professeur associé. En 1993, elle devient vice-chancelière (en serbe : prorektor) de cette université, fonction qu'elle occupe jusqu'en 2000. Elle est officiellement nommée « professeur » en titre en 1996. De 1995 à 2002, elle dirige le centre clinique et hospitalier de Kragujevac (Klinički-bolnički centar u Kragujevcu) ; à partir de 2001, elle occupe divers postes de direction tout en continuant à travailler pour le centre en tant que directrice scientifique de la clinique psychiatrique.
En tant que médecin, elle devient également vice-présidente de l'Association des psychiatres de Serbie (Udruzenje psihijatra Srbije) et membre de la présidence de l'Association de psychiatrie médico-légale de Serbie (Udruženje za sudsku psihijatriju Srbije). Elle est l'auteur de l'auteur de sept livres et de cinq manuels pour les étudiants et rédige près de 200 articles scientifiques.
Slavica Đukić Dejanović participe activement à la lutte contre les discriminations vis-à-vis de la communauté LGTB et, en 2010, elle est l'une des premières à soutenir la Marche des fiertés de Belgrade (en serbe : Beogradska parada ponosa).

## Carrière politique
À 18 ans, Slavica Đukić Dejanović entre à la Ligue des communistes de Yougoslavie[réf. nécessaire] puis elle devient membre du Parti socialiste de Serbie (SPS) dès sa fondation par Slobodan Milošević en 1990. D'octobre 2000 à janvier 2001, elle exerce la fonction de ministre de la Santé et de la Famille dans le gouvernement intérimaire qui suit la révolution des bulldozers. Entre 2000 et 2006, par trois fois, elle est élue députée du SPS, notamment dans l'Assemblée de la république fédérale de Yougoslavie puis dans l'Assemblée de la Serbie-et-Monténégro,.
Aux élections législatives anticipées du 11 mai 2008, convoquées à la suite de la réélection de Boris Tadić à la présidence de la République, Slavica Đukić Dejanović figure sur la liste du SPS, qui forme une alliance avec le Parti des retraités unis de Serbie (PUPS) et Serbie unie (JS). Slavica Đukić Dejanović est élue députée. Le 25 juin 2008, elle est élue présidente de l'Assemblée nationale serbe,, fonction qu'elle occupe jusqu'au 31 mai 2012. Dans le cadre de cette fonction, elle exerce la fonction de présidente de la république de Serbie par intérim après la démission de Tadić le 5 avril 2012 et jusqu'à l'installation de Tomislav Nikolić le 31 mai,.
Aux élections législatives du 6 mai 2012, qui se déroulent en même temps que le premier tour de l'élection présidentielle, Ivica Dačić, le président du SPS, emmène une liste commune avec le PUPS et JS sur laquelle Slavica Đukić Dejanović figure en 3e position ; la liste obtient 14,51 % des suffrages et 44 députés. Slavica Đukić Dejanović est réélue à l'Assemblée.
Après l'élection de Nikolić, le président du Parti progressiste serbe (SNS), Dačić est invité à former le nouveau gouvernement. Slavica Đukić Dejanović renonce à son mandat parlementaire et, le 27 juillet 2012, elle est élue ministre de la Santé,.
Après la crise gouvernementale de l'été 2013, le 2 septembre 2013, elle est reconduite dans ses fonctions.
Elle retrouve un portefeuille gouvernemental dans le gouvernement de Miloš Vučević comme ministre de l'Éducation.

## Vie privée
Slavica Đukić Dejanović est mariée et a un fils prénommé Dušan et un petit-fils, Filip. Elle vit à Kragujevac.